# Stadtklima
Das Stadtklima ist von der World Meteorological Organization (WMO) als gegenüber dem Umland verändertes Lokalklima definiert. Sehr dichte Bebauung und fehlende Vegetation sowie die Emission von Luftschadstoffen und Abwärme können in Städten zu einer höheren Durchschnittstemperatur und Schadstoffkonzentration sowie zu niedrigeren Luftfeuchtigkeiten und Windgeschwindigkeiten führen, als im ländlichen Umland vorherrschen. Stadtklima kann gesundheitliche Schäden (erhöhte Sterblichkeit und Krankheiten) und Veränderungen der Flora und Fauna verursachen.

## Klimafaktoren
Das Stadtklima wird von verschiedenen Klimafaktoren geprägt, die sich in zwei Kategorien einteilen lassen:
- natürliche Faktoren
- anthropogene Faktoren

Zu den natürlichen Faktoren werden die geographische Lage, das Relief, die Höhenlage und der Anteil der noch bestehenden naturnahen Oberflächen innerhalb des Stadtgebietes gezählt.
Zu den anthropogenen Faktoren gehören im Wesentlichen die Art und Dichte der Bebauung, das Wärmespeichervermögen der Baustoffe und der Versiegelungsgrad des Bodens. Durch sie wird in Städten und industriellen Ballungsräumen der Strahlungs- und Wärmehaushalt beeinflusst.
Dazu kommt aus lufthygienischer Sicht die Art und Zahl der Emittenten (Industrie, Haushalt, Kraftfahrzeuge) im Stadtgebiet, die bodennah und bodenfern durch Abgase, Stäube und Abwärme das Stadtklima beeinflussen.
Durch ihr Zusammenwirken bestimmen diese natürlichen und anthropogenen Faktoren die jeweilige Ausprägung des Stadtklimas. Dies bedeutet, dass kein einheitliches Stadtklima existieren kann.

## Städtische Wärmeinsel

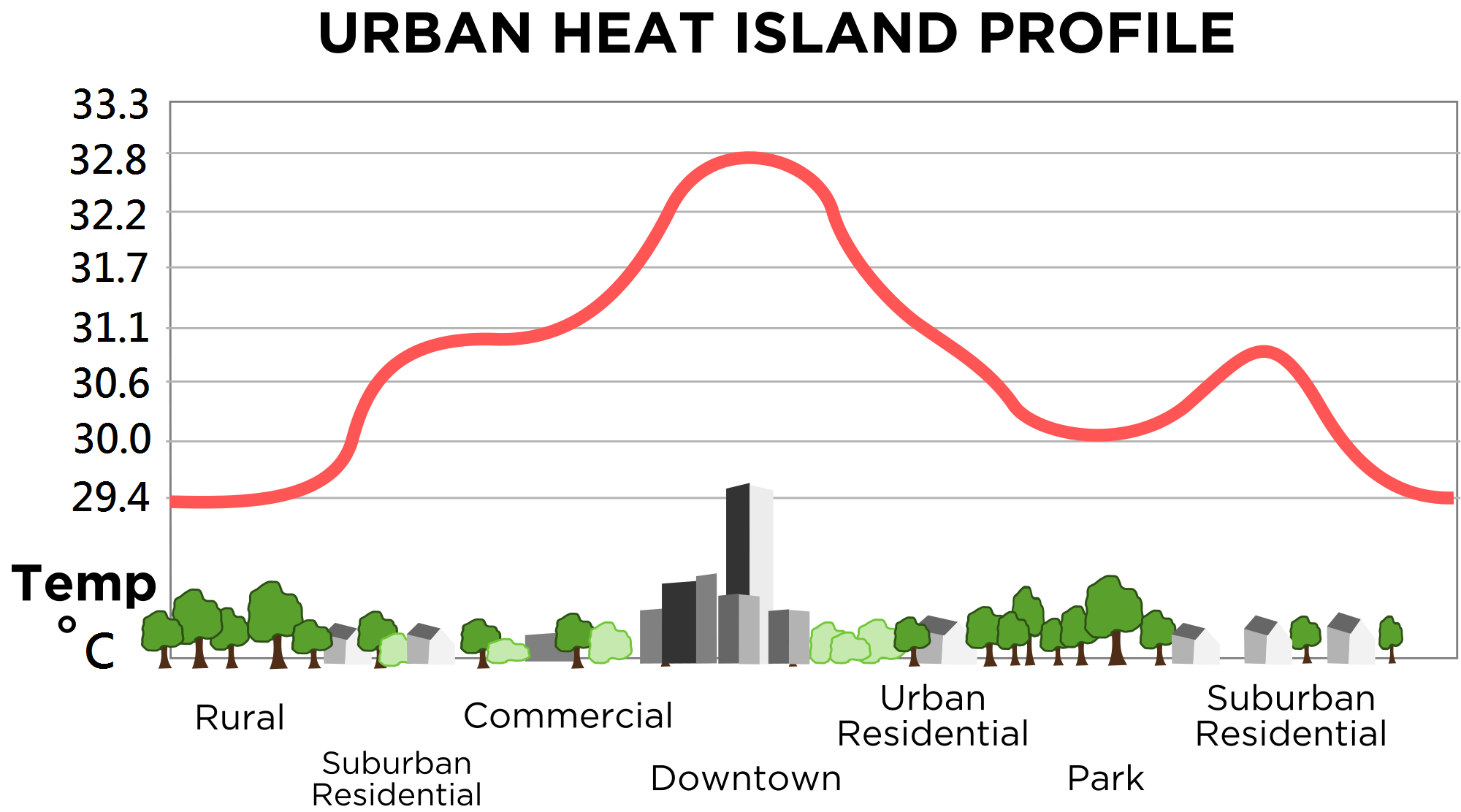
Temperaturprofil einer Stadt

Wärmeinseln („Urbane Hitzeinseln“) sind ein typisches Merkmal des Stadtklimas – sie werden durch die Wechselwirkung mehrerer unterschiedlicher Effekte hervorgerufen: Durch die starke Aufwärmung tagsüber und die eingeschränkte Abkühlung nachts werden die Städte im Vergleich zum Umland deutlich wärmer.
Durch die Geometrie der Bebauung vergrößert sich die Oberfläche, auf der Sonnenstrahlung absorbiert wird. Dies führt besonders in austauscharmen, sommerlichen Schönwetterperioden zu einer Aufheizung der Baukörper. Im Gegensatz zu unbebauten Flächen wirken bebaute Flächen wie ein Wärmespeicher. Der Boden unbebauter Flächen heizt sich durch die Beschattung durch die Vegetation und deren Verdunstungsleistung weniger stark auf. In Strahlungsnächten kann gering bedeckter natürlicher Boden seine Wärmeenergie durch Wärmestrahlung wieder abgeben. Über unbebauten Wiesenflächen kühlt sich die Luft nachts daher schneller ab.
Im Gegensatz dazu heizen sich bebaute Gebiete durch Sonneneinstrahlung sehr viel stärker auf: Der Einfallswinkel der Sonne wird durch die senkrechten Fassaden direkter (Horizontüberhöhung), außerdem fehlt meist die Vegetation, die Schatten spendet und mit Verdunstungsleistung die Luft abkühlen kann. Der verbaute Stein heizt sich schneller auf. Er ist aber auch ein besserer Wärmespeicher und gibt seine Wärme nachts langsamer ab. Die Luft in der Umgebung kann sich so nicht mehr abkühlen. Die nächtliche Abstrahlung der Wärme wird auch durch die Einengung des Horizonts in Straßenschluchten teilweise unterbunden. Es treten Mehrfachreflexionen an den Häuserwänden auf.
Die Luftzirkulation und der Zustrom bzw. das Einsickern von kühlerer Luft aus dem Umland oder aus größeren Grünflächen wird außerdem durch die Bebauung eingeschränkt. Wenn Emittenten in sogenannte Kaltluftschneisen gebaut werden (Verkehrs- und Industrieanlagen), wird die nun langsamer zufließende Kaltluft mit Schadstoffen angereichert. Die erhöhte Partikelkonzentration in der städtischen Luft dämpft ihrerseits nochmals die Abstrahlung von Wärme.
Ein weiterer Faktor, der zur Erwärmung der Innenstädte führt, ist die großräumige Flächenversiegelung. Niederschlagswasser läuft daher schnell ab und steht nicht für die Verdunstung zur Verfügung. Da die Verdunstung Wärme verbraucht, führt auch dieser Effekt zu einer geringeren Abkühlung (oder umgekehrt zu einer Erwärmung) der Städte.
Ein wesentlicher Beitrag zur Erwärmung wird durch Heizungen und industrielle Prozesse geliefert. Diese Wärme wird in Häusern und versiegelten Flächen stärker aufgenommen. Der Temperaturunterschied kann in großen Städten bis zu 10 °C betragen. Jedoch kann dieser Beitrag zur urbanen für die globale Erwärmung vernachlässigt werden.
Mit dem Infrarot-Aufnahmeverfahren können Oberflächentemperaturen ermittelt und farbig dargestellt werden.

## Kühlende Faktoren
Haupteinwirkung zur Kühlung ist zum einen die Strömungsluft von Flüssen und Bächen. Bedeutsam können auch Kaltluftabflüsse insbesondere aus einem Kaltluftentstehungsgebiet sein, wenn die Hangneigung mindestens 1 bis 2 Grad (ca. 1 bis 3 m Gefälle auf 100 m) beträgt. Zum anderen sorgen unterirdische Hohlräume wie Kanalnetze, U-Bahn oder Unterführungen für weitere Abkühlung. Diese geben nicht so viel Wärme ab wie das bei Erdmasse der Fall wäre, und kühlen bei Wind zusätzlich schneller ab. Das ist gut bei Brücken zu beobachten, auf denen sich bei Kälte schneller Glatteis bildet. Kurioserweise ist aber auch eine dichte und hohe Oberflächenbebauung ein Vorteil. Zwar speichert und gibt sie die Wärme länger ab, ist dafür aber gleichzeitig ein Schattenspender. Zusätzlich zum Schatten nimmt die Verdunstung durch Bäume viel Energie auf und wirkt sich somit kühlend auf ihr Umfeld ab.

## Städtische Niederschläge

Niederschlags-Wochengang Hamburg; G. Kiesel nach Daten der Wetterstation am Gymnasium Ohmoor

Durch die Ausprägung der Wärmeinsel ist die relative Luftfeuchtigkeit in Städten gegenüber dem Umland geringer. Dennoch ist zu beobachten, dass Starkregen und Gewitter hier häufig doppelt so lang anhalten und mehr Niederschlag abgeben. Ursache hierfür ist eine deutlich höhere Konzentration an Kondensationskernen. Diese resultieren aus den Emissionen von Industrie und Autoverkehr. Der Einfluss des Verkehrs ist dabei stark und lässt sich im wöchentlichen Niederschlagsgang beobachten. So kommt es mit dem nach dem Wochenende verstärkt einsetzenden Verkehr am Dienstag bis Mittwoch vermehrt zu Niederschlägen und daraufhin erneut am Freitag bis Samstag.

## Städtisches Windfeld
Die Rauheit der Oberfläche ist in bebauten Gebieten größer als in unbebauten. Dadurch ist die Windgeschwindigkeit in Städten im Mittel niedriger als in freiem Gelände.
An Gebäuden entstehen je nach Windrichtung Leewirbel, die kleinräumig starke Böen hervorrufen können. Zudem können an Bebauungslücken Düseneffekte auftreten, welche die Windgeschwindigkeit ebenfalls räumlich und zeitlich begrenzt stark erhöhen können.
Hochhäuser, die weit über das mittlere Dachniveau einer Stadt hinausragen, können unter Umständen das (stärkere) Windfeld aus höheren Luftschichten ablenken und am Fuß des Gebäudes heftige Böen und Verwirbelungen hervorrufen.

## Lufthygiene
Durch eine Vielzahl von Schadstoffemissionen (Hausbrand, Straßenverkehr, Industrie) ist die chemische Zusammensetzung der Luft in Städten verändert.
Da aufgrund der geringeren mittleren Windgeschwindigkeit der Luftaustausch in Städten ebenfalls eingeschränkt ist, können sich Luftschadstoffe anreichern.
Dies kann vor allem im Sommer zu troposphärischer Bildung des Reizgases Ozon führen.

## Städtische Strahlungsbilanz
Die Strahlungsbilanz hängt immer vom Zenitstand der Sonne und der Trübung der Atmosphäre ab. Somit kann man auch erklären, warum in der Stadt die Strahlungsbilanz geringer ist als die vom Umland. Durch die Dunstglocke über der Stadt kann die Verringerung der Globalstrahlung gegenüber dem unbebauten Umland bis zu 20 % betragen.
Je nach Jahreszeit und nach Wetterbedingungen ist die UV-Strahlung in der Stadt bis zu 35 % geringer als im Umland. Dies geht auf die Absorption der UV-Strahlung durch das bodennahe Ozon sowie die Reflexion an Staubpartikeln zurück. Zuweilen kann die UV-Strahlung in der Stadt höher sein als im Umland, da sich Ozon erst nach mehreren Reduktionsschritten aus verschiedenen Vorläufergasen bildet.

## Generalisierte Gliederung der Stadtatmosphäre
Aufgrund der größeren Rauigkeit der Stadtoberfläche und dem insgesamt hohen Wärmeeintrag kann eine generalisierte Gliederung der Stadtatmosphäre erfolgen:
- Stadthindernisschicht. Diese reicht vom Grund bis zum mittleren Dachniveau (engl. Urban Canopy Layer, UCL).
- Stadtreibungsschicht (engl. Urban Roughness Sublayer, URS). Diese ist charakterisiert durch eine hohe Rauigkeit des bodennahen Stadtkörpers;
- Städtische Mischungsschicht (engl. Urban Mixing Layer, UML)

Die freie Atmosphäre (FA) schließt sich über dem Stadtkörper ab einer Höhe von mehreren Kilometern an und beginnt dort, wo der Einfluss der Stadtoberfläche auf die Atmosphäre endet. Im Vergleich zum unbebauten Umland beginnt diese über dem Stadtkörper in größerer Höhe.

## Auswirkungen auf Gesundheit und Ökologie
Eine Studie in Bezug auf die zukünftige Sterblichkeit in China sagt für das Jahr 2060 einen Anstieg von 78 % bei der die Ursache auf Hitzewellen und Klimafolgen zurückzuführen sind voraus.